# Hoffmann – výrobce motocyklů a vozítek
Hoffmann byl německý prodejce a výrobce jízdních kol, motocyklů a motorových vozítek.

## Historie
Jakob Oswald Hoffmann začínal coby společník v tabákové firmě Rohl & Company v Düsseldorfu roku 1919. Přes počátečný úspěch však především důsledkem poválečné německé hyperinflace nastal v roce 1924 její konec. Hoffmann se osamostatnil a pokračoval v obchodu s tabákem. V roce 1929 ale musel s touto komoditou skončit, jakmile spotřebu tabáku tvrdě snížila světová hospodářská krize. V roce 1932 si v centru Kolína nad Rýnem založil novou společnost věnující se prodeji jízdních kol Opel. V srpnu 1934 byl na společnost ovšem vyhlášen konkurz. Hoffmann už ale byl společníkem továrny na jízdní kola Fahrradbau Franz Schaaf v Solingenu založené teprve počátkem roku 1934. Povzbuzena ekonomikou oživlou nacistickou remilitarizací vyráběla jízdní kola úspěšně až do roku 1939. Po vypuknutí druhé světové války výrobu změnila na zbrojní, vyráběla mj. rozbušky, granáty, miny a tankové náboje. V roce 1942 byla pověřena vývojem a výrobou nového dělostřeleckého granátu ráže 3,7 cm. V září 1943 byl Hoffmann vyznamenán osobně Adolfem Hitlerem za zásluhy na vojenských dodávkách Válečným záslužným křížem I. třídy. V prosinci 1943 byla stávající společnost rozpuštěna a jediným vlastníkem byl jmenován Hoffmann.

## Po roce 1945
S koncem druhé světové války přestala výroba v Solingenu, velká část továrny byla spojeneckým bombardováním zničena. Hoffmann však zajistil nové výrobní prostory pro výrobu kol v Lintorfu u Düsseldorfu. Výrobu zahájil v prosinci 1945, z počátku pod názvem společnosti Solingen Fahrradfabrik. Poptávka po jízdních kolech jako levných dopravních prostředcích byla krátce po vyčerpávající válce v poraženém Německu vysoká. Snadno se přenášely přes poničené části komunikací a nevyžadovaly příděl motorových paliv ani maziv při poválečném nedostatku a omezení okupačních správ, natožpak složitou údržbu a opravy. V roce 1947 začal Hoffmann s výrobou jízdních kol na výrobní lince. Až do začátku roku 1950 byl v obchodním rejstříku zapsán s označením Solingen Fahrradfabrik Jakob Oswald Hoffmann (Solingenská továrna na jízdní kola Jakoba Oswalda Hoffmanna).
V roce 1948 byly okupačními úřady zrušeny některé zákazy výroby a Hofman získal objednávku na motocyklové rámy DKW RT 125W.

#### Motocykly

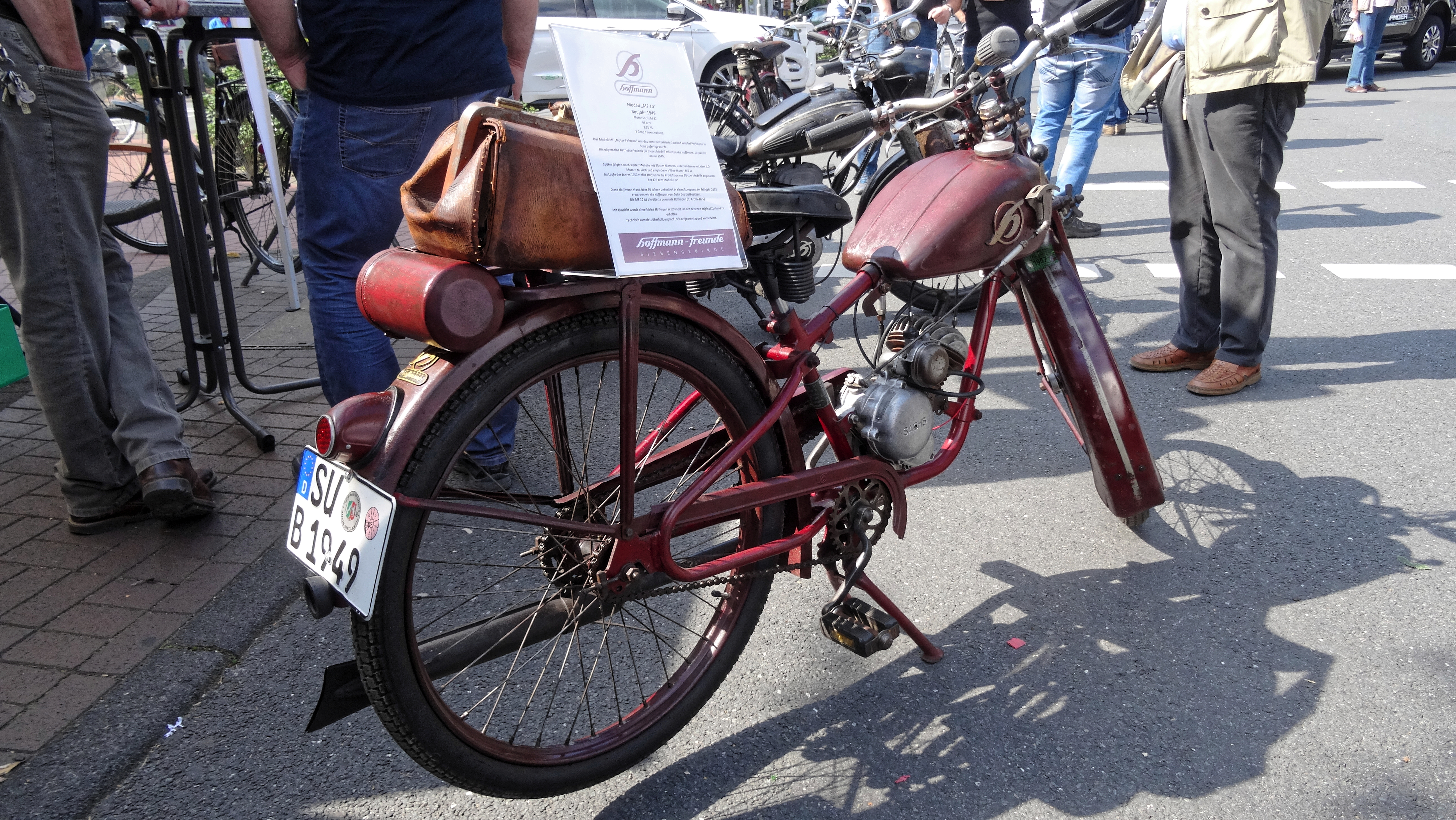
motorové kolo Hoffmann MF 10

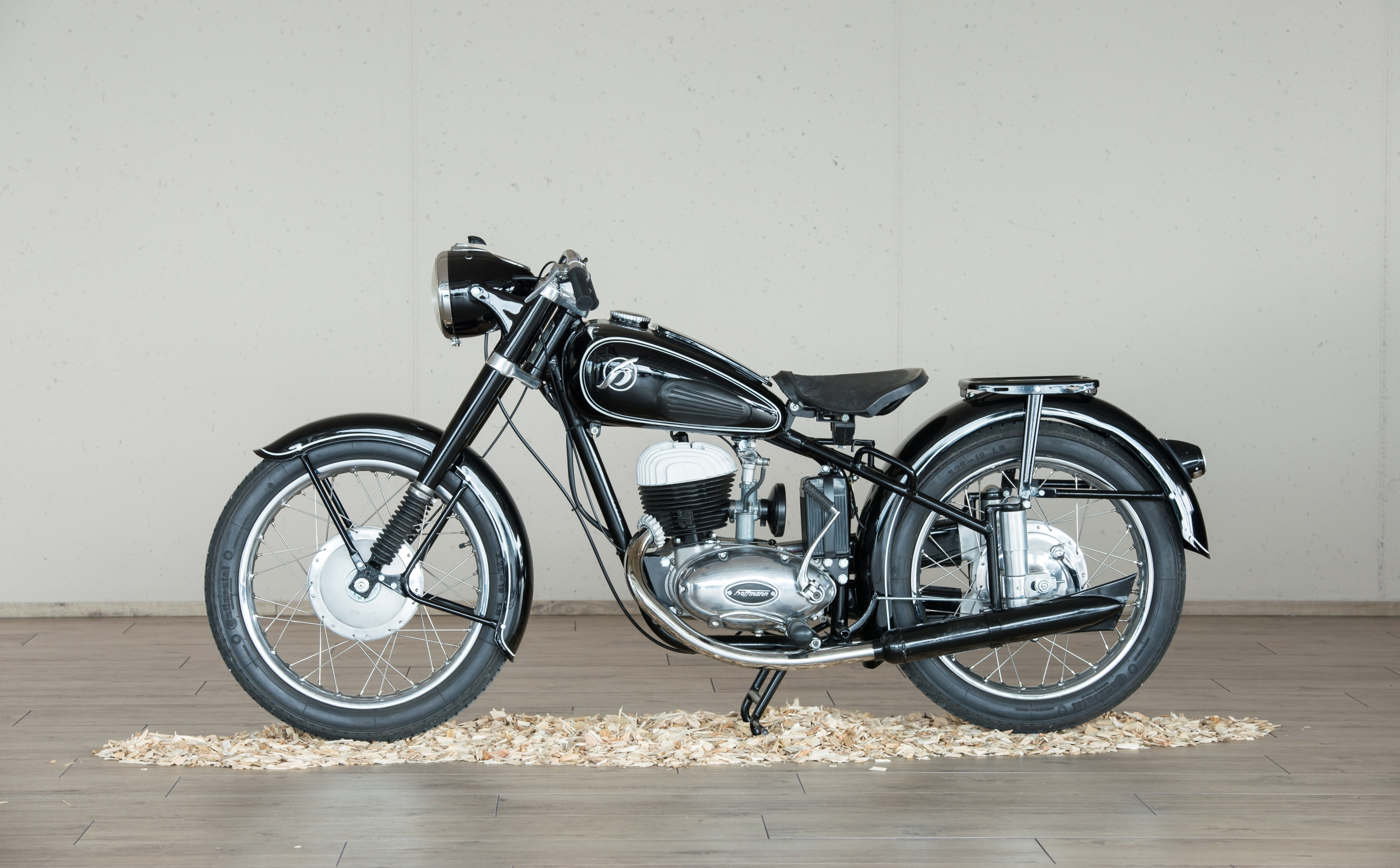
motocykl Hoffmann MR 250

Se zkušenostmi s výrobou jízdních kol a motocyklových rámů zahájil Hoffmann výrobu motorového kola Hoffmann MF 10-6 s jednoválcovým vzduchem chlazeným dvoudobým spalovacím motorem Sachs 98 cm³ a motocyklů Hoffmann s dvoudobými vzduchem chlazenými jednoválci ILO objemů 123–250 cm³.
Velká část se vyvážela a na obchodní cestě v Itálii zaujal pana Hoffmanna skútr Vespa. Pro jejich výrobu uzavřel licenční smlouvu se společností Piaggio. První skútr Hoffmann - Vespa se začal prodávat na německém trhu na jaře 1950. Do té doby málo známá Vespa se v Německu nejprve považovala za dopravní prostředek pro ženy, rychle se však stala symbolem postavení mužů. Dříve středně velký výrobce jízdních kol si získal celonárodní oblibu a stoupl i prodej klasických motocyklů Hoffmann.
Pan Hoffmann předpokládal odklon Němců od jednoduchých motocyklů stejně tak, jak se odklonili od jízdních nebo motorových kol. Najal předního německého konstruktéra motocyklových motorů Dipl.-Ing. Richarda Küchena, který pro něj navrhl čtyřtaktní vzduchem chlazený 248 cm³ dvouválcový boxer s převodovkou a kardanovým hřídelem pohánějícím zadní kolo. V roce 1951 se začal montovat do stroje Hoffmann Gouverneur jako světově prvního 250 cm³ motocyklu s motorem boxer. Počáteční technické potíže dané nezkušeností s výrobou motorů však snížily výkon a spolehlivost, což odlákalo kupce. V roce 1954 typ doplnil výkonnější 298 cm³ motor stejné konstrukce. Pro vysoké náklady na vývoj a malý prodej však byly motocykly Hoffmann Gouverneur dražší než srovnatelná konkurence.
Na podzim 1953 uvedl Hoffmann na trh výkonnější zdokonalený skútr Vespa Königin (královna), aby se vyrovnal větší německé konkurenci. Piaggio, který už dříve nesouhlasil se svévolným vylepšováním, mu odebral licenci a poskytl ji Messerschmittu.

#### Motorová vozítka

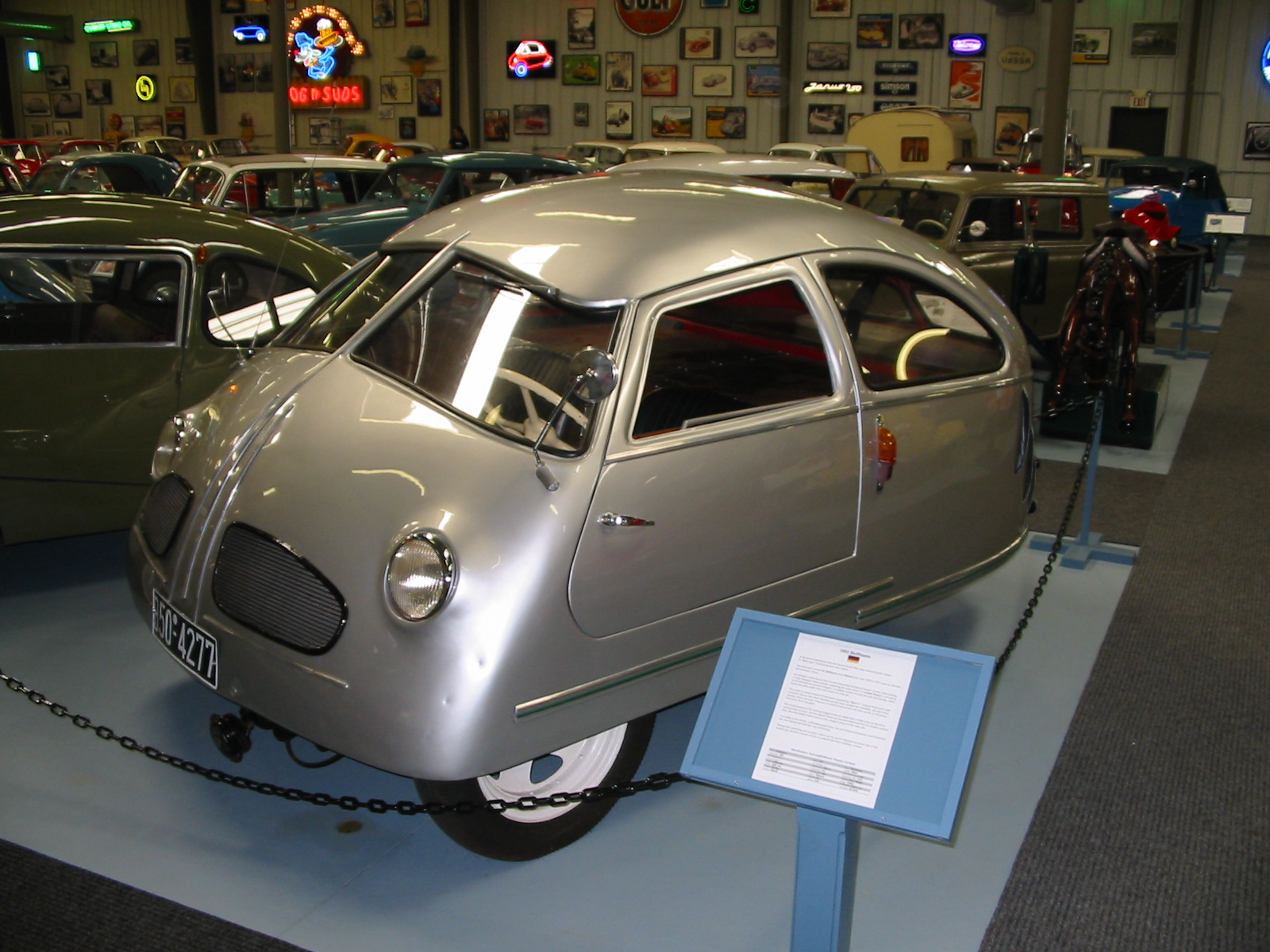
Hoffmann Kabine 1951

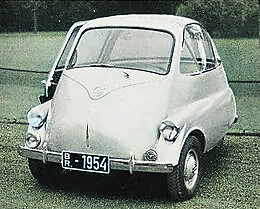
Hoffmann Kabine 250

V roce 1951 začal Hoffmann vyrábět tříkolový miniautomobil se dvěma místy Hoffmann Kabine, který byl založen na podvozkovém rámu předválečného tříkolového miniautomobilu Goliath Pionier vodorovně otočeného o 180°. Poháněl ho motocyklový jednoválec ILO 200 cm³. Vůz řídilo rejdovací ústrojí zadního kola. Nová kabina kapkovitého tvaru byla pro malou dosahovanou rychlost 45 km/h z hlediska aerodynamiky nepříliš potřebná. Malý rozvor a velká šířka předku vozu, který byl zprvu navrhován coby trojmístný se podepsaly na nestabilitě a mírně nebezpečném řízení. Potřeba levně jezdit se střechou nad hlavou při poválečném nedostatku vozů ale zajistila výrobu 100 vozítek Hoffmann Kabine.
Hoffmann usiloval o přidělení výrobní licence miniautomobilu Isetta. Výhradní práva pro NSR však získalo mnohem větší BMW. Po zkušenostech s odebráním licence od Piaggia se Hoffmann obrátil na právníky, jak ji obejít. Poradili vynechat patentem chráněnou dopředu s volantem odklopnou čelní stěnu.
Dvoumístný minivůz Hoffmann Kabine 250 vystavený na Pařížském autosalonu začátkem října 1954 – v době dojednávání licenčních podmínek mezi Iso a BMW, opticky i provedením rámu Isettu velmi připomínalo. Bylo nepatrně větší, o něco delší a samotným podstatným rozdílem bylo umístění dveří na boku. Dvoudveřové luxusnější provedení bylo výrazně těžší než levnější s dveřmi pouze na pravé straně a obtížnějším vstupem řidiče jedině těmito. Způsobilo to kritiku – z Isetty se vystupovalo snadno a při stání čelem k chodníku rovnou na něj, nepotřebovala ani tolik místa. Velkorysejší přístrojová deska s více přístroji než pouhým rychloměrem nebyla zas tak nutná. Vozítko Hoffmann Kabine 250 mělo i komplikovaný převod od řadicí páky pod volantem k převodovce vzadu kvůli použitelnosti na obou provedeních. 298 cm³ motor motocyklu Gouverneur před zadními koly je poháněl kardanovým hřídelem. Označení Hoffmann Kabine 250 bylo vybráno zřejmě s ohledem na úlevy vozidlům objemu do 250 cm³ v NSR, např. řidičské oprávnění na motocykl nebo osvobození od registrace.
Začátkem podzimu 1954 prodejci Hoffmann obdrželi 80 předváděcích vozů a přijímali zálohy od kupujících. Iso a BMW ale podaly v listopadu 1954 žalobu za porušení autorských práv a právní spor vyhrály. Přitom jen o trochu méně Isettě podobný, ale celkovým vzhledem včetně dveří vyklápěných dopředu ji značně blízký Heinkel Kabine od velkého výrobce nezažalovaly. Všech asi 113 vyrobených vozů Hoffmann Kabine 250 bylo poté sešrotováno. S dvouválcovým motorem boxer měly plynulejší chod a zásluhou delšího rozvoru větší stabilitu – překonávaly jednoválcové BMW Isetta i Heinkel Kabine s řetězovým pohonem.

## Zánik
Značku Hoffmann zničilo odebrání licence skútru Vespa, značné vývojové náklady typů Gouverneur a Kabine, jejich malý obchodní úspěch a prohraný patentový spor. Rok 1954 se stal posledním rokem výroby motocyklů, společnost nezískala potřebný bankovní úvěr a následoval konkurz a bankrot. Značka během své krátké existence vyrobila 250 000 jízdních kol, 38 600 motocyklů a 45 300 skútrů Hoffmann - Vespa.